# Линия Кармана
Линия Ка́рмана — высота над уровнем моря, которая условно принимается в качестве границы между атмосферой Земли и космосом и является верхней границей государств.
В соответствии с определением Международной авиационной федерации (ФАИ), линия Кармана находится на высоте 100 километров над уровнем моря.
Название высота получила по имени американского учёного еврейско-венгерского происхождения Теодора фон Кармана. Он первый определил, что примерно на этой высоте атмосфера становится настолько разрежённой, что аэродинамическая авиация становится невозможной, так как скорость летательного аппарата, необходимая для создания достаточной подъёмной силы, становится больше первой космической скорости, и поэтому для достижения бо́льших высот необходимо пользоваться средствами космонавтики.
Однако в самих США границей космоса считается высота примерно в 80 км, где давление на крыло летательного аппарата составляет 1 фунт на 1 квадратный фут управляющих поверхностей (47,88 Па), и часто возникает разночтение в понятиях суборбитального и орбитального полётов.
Высота в 100 км с большим запасом даёт простор для развития и авиации, и космонавтики. Сегодня самые быстрые самолёты имеют практический потолок в пределах 25 км, самые лёгкие и большие аэростаты (метеозонды) редко пересекают границу в 50 км. С другой стороны, космические спутники на высоте 100 км уже начинают вход в атмосферу и разрушаются. Обычно высота начала последнего витка не ниже 120—150 км (см. Космическое пространство).
Атмосфера Земли продолжается и за линией Кармана. Внешняя часть земной атмосферы, экзосфера, простирается до высоты 10 тыс. км и более, на такой высоте атмосфера состоит в основном из атомов водорода, способных покидать атмосферу.

## Преодоление
Первым в истории искусственным объектом, пересёкшим линию Кармана, стала баллистическая ракета «Фау-2 (А-4)» в 1944 году, запущенная с полигона Пенемюнде и достигшая высоты 188 км во время суборбитального космического полёта.
Первыми живыми существами, преодолевшими линию Кармана и вернувшимися на Землю живыми, стали мухи-дрозофилы, отправленные Соединёнными Штатами Америки на ракете Фау-2 20 февраля 1947 года. Первым млекопитающим, преодолевшим линию Кармана, был макак-резус Альберт-2, отправленный США 14 июня 1949 года. При посадке животное погибло из-за нераскрывшегося парашюта. Первыми млекопитающими, преодолевшими линию Кармана и вернувшимися на Землю живыми, были собаки Дезик и Цыган, запущенные СССР 22 июля 1951 года с полигона Капустин Яр в Астраханской области в рамках проекта ВР-190 на высоту около 100—110 км.
Достижение линии Кармана являлось первым условием для получения приза Ansari X Prize, так как это является основанием для признания полёта космическим.